# 馬自達Luce Rotary Coupe
馬自達Luce Rotary Coupe（（日語）マツダ・ルーチェロータリークーペ）是由日本馬自達汽車公司自1969年迄1972年間製造發售的頂級高端車款，屬於雙門無B柱硬頂型（hardtop）轎車，並搭載13A型轉子引擎。其開發代號是「RX87」，外銷日本以外市場的車名為馬自達R130。

## 概要與歷史
此款車自1969年迄1972年之間在日本國內僅生產了976輛，外銷到國外的數目也很稀少，成為汽車收藏家的逸品。當時日本大學畢業生的起薪約三萬日圓，此款車售價竟高達145至175萬日圓，目錄上的宣傳詞也以「高速公路貴公子」自居。在當時同級距的競爭對手中，此款車率先採用前置前驅的方式，加上搭載13A型轉子引擎，最大馬力為126ps / 6,000rpm，扭力峰值為172N·m / 3,500rpm，最高時速可達190km/hr。此外，這款車廢除A柱旁之三角窗設計，改採雙門無B柱硬頂型（hardtop）設計，這是日本汽車界之首創。
在1967年10月26日開幕的第14屆東京國際車展中，馬自達首度對外公開以第一代Luce為基礎、搭載比Cosmo更新穎的轉子引擎原型車「RX87」。後來連續兩屆車展也展示了這輛RX87，不過後輪懸吊系統與頭燈經過稍事修改。後來終於在1969年年底前正式量產上市，售價高達145至175萬日圓，比起對手第三代豐田皇冠的頂級款120萬日圓還貴上一截。
當時日本《Car Graphic汽車雜誌》在1969年12月號上有一篇由著名車評家小林彰太郎撰寫的文章，稱讚這是一部「一語無法道盡其厲害」的車，具有「符合轎車與運動型雙門跑車的靜肅性」、「法律容許的快適巡航速度140km/hr」等特質，但也批評「直行的反應過於敏感，萬一在側風強勁的日子操駕，駕駛者將會很疲累」等。
不過，由於前置前驅的驅動方式容易轉向不足、出自排檔桿的異音、產品成熟度不足引發消費者信賴度等問題，導致1972年9月終於停產。在此期間，這部車在日本當地市場只出售了976輛。此外，馬自達對於後續修補保養的零件也供應得不夠，導致現在保存狀況良好的車根本屈指可數。

## 外部連結
- 馬自達的經典名車Luce